# 鷹潭戰鬥
鷹潭戰鬥發生於1933年1月20－23日，地點則是在中國贛東北貫溪一帶。該戰鬥是中央苏区反围剿战爭主要戰鬥之一，交戰一方為中華民國國民革命軍，另一方則為中國共產黨所領導之中國工農紅軍。